# Migliori prestazioni italiane nei 400 metri piani

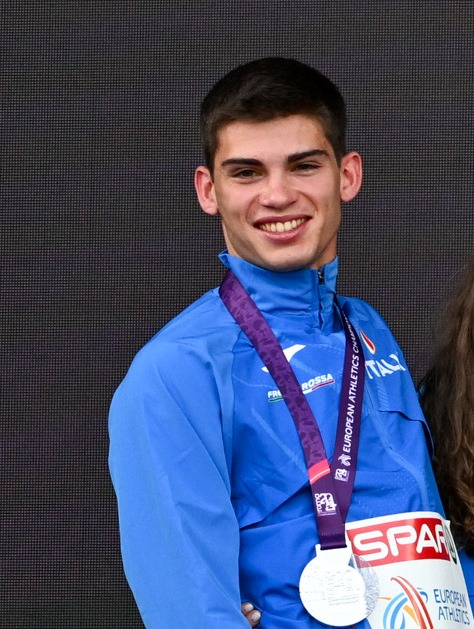
Luca Sito, primatista italiano outdoor della specialità

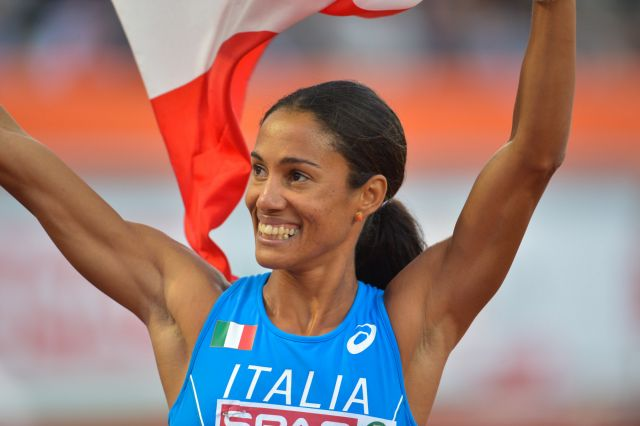
Libania Grenot, detentrice del record nazionale outdoor

La lista delle migliori prestazioni italiane nei 400 metri piani, aggiornata periodicamente dalla Federazione Italiana di Atletica Leggera, raccoglie i migliori risultati di tutti i tempi degli atleti italiani nella specialità dei 400 metri piani.

## Maschili outdoor
Statistiche aggiornate al 27 giugno 2025.
|    | Tempo | Atleta               | Luogo             | Data              |
| -- | ----- | -------------------- | ----------------- | ----------------- |
| 1. | 44"75 | Luca Sito            | Roma              | 9 giugno 2024     |
| 1. | 44"75 | Edoardo Scotti       | Madrid            | 19 luglio 2025    |
| 2. | 44"77 | Davide Re            | La Chaux-de-Fonds | 30 giugno 2019    |
| 4. | 45"08 | Alessandro Sibilio   | Nocera Inferiore  | 18 giugno 2022    |
| 5. | 45"12 | Matteo Galvan        | Rieti             | 25 giugno 2016    |
| 6. | 45"19 | Andrea Barberi       | Rieti             | 27 agosto 2006    |
| 7. | 45"25 | Claudio Licciardello | Pechino           | 18 agosto 2008    |
| 8. | 45"26 | Mauro Zuliani        | Roma              | 5 settembre 1981  |
| 9. | 45"35 | Andrea Nuti          | Sestriere         | 28 luglio 1993    |
| 9. | 45"35 | Alessandro Attene    | Sydney            | 23 settembre 2000 |

## Femminili outdoor
Statistiche aggiornate al 27 giugno 2025.
|     | Tempo | Atleta                   | Luogo             | Data           |
| --- | ----- | ------------------------ | ----------------- | -------------- |
| 1.  | 50"30 | Libania Grenot           | Pescara           | 2 luglio 2009  |
| 2.  | 50"76 | Anna Polinari            | Madrid            | 27 giugno 2025 |
| 3.  | 51"06 | Virginia Troiani         | Ginevra           | 21 giugno 2025 |
| 4.  | 51"07 | Alice Mangione           | Parigi            | 6 agosto 2024  |
| 5.  | 51"18 | Daniela Reina            | Rieti             | 27 agosto 2006 |
| 6.  | 51"31 | Virna De Angeli          | Bari              | 17 giugno 1997 |
| 7.  | 51"67 | Maria Benedicta Chigbolu | La Chaux-de-Fonds | 5 luglio 2015  |
| 8.  | 51"74 | Patrizia Spuri           | Budapest          | 20 agosto 1998 |
| 9.  | 51"85 | Danielle Perpoli         | Annecy            | 22 giugno 2002 |
| 10. | 51"86 | Marta Milani             | Taegu             | 28 agosto 2011 |

## Maschili indoor
Statistiche aggiornate al 23 febbraio 2025.
|     | Tempo | Atleta               | Luogo    | Data             |
| --- | ----- | -------------------- | -------- | ---------------- |
| 1.  | 45"99 | Ashraf Saber         | Valencia | 1º marzo 1998    |
| 2.  | 46"03 | Claudio Licciardello | Torino   | 21 febbraio 2009 |
| 3.  | 46"15 | Luca Sito            | Ancona   | 23 febbraio 2025 |
| 4.  | 46"26 | Matteo Galvan        | Torino   | 21 febbraio 2009 |
| 5.  | 46"34 | Marco Vaccari        | Genova   | 29 febbraio 1992 |
| 6.  | 46"37 | Vito Petrella        | Torino   | 10 febbraio 1988 |
| 6.  | 46"37 | Andrea Nuti          | Genova   | 1 marzo 1992     |
| 8.  | 46"38 | Riccardo Meli        | Ancona   | 18 febbraio 2023 |
| 9.  | 46"41 | Edoardo Scotti       | Ostrava  | 3 febbraio 2022  |
| 10. | 46"42 | Matteo Raimondi      | Ancona   | 23 febbraio 2025 |

## Femminili indoor
Statistiche aggiornate al 7 marzo 2025.
|     | Tempo | Atleta              | Luogo     | Data             |
| --- | ----- | ------------------- | --------- | ---------------- |
| 1.  | 51"75 | Alice Mangione      | Karlsruhe | 7 febbraio 2025  |
| 2.  | 52"17 | Virna De Angeli     | Stoccolma | 10 marzo 1996    |
| 3.  | 52"28 | Ayomide Folorunso   | Ancona    | 19 febbraio 2023 |
| 4.  | 52"37 | Erica Rossi         | Göteborg  | 4 marzo 1984     |
| 5.  | 52"40 | Alessandra Bonora   | Apeldoorn | 7 marzo 2025     |
| 6.  | 52"48 | Raphaela Lukudo     | Glasgow   | 2 marzo 2019     |
| 7.  | 52"68 | Eloisa Coiro        | Ancona    | 18 gennaio 2025  |
| 8.  | 52"69 | Rebecca Borga       | Ancona    | 21 febbraio 2021 |
| 8.  | 52"69 | Patrizia Spuri      | Genova    | 18 febbraio 1998 |
| 10. | 52"70 | Eleonora Marchiando | Ancona    | 19 febbraio 2023 |